# Drugi Kanał Wellandzki
Drugi Kanał Wellandzki – drugi kanał wodny umożliwiający statkom ominięcie wodospadu Niagara podczas żeglugi na Wielkich Jeziorach Ameryki Północnej. Zbudowany został ponieważ pierwszy kanał, wykonany z drewna, okazał się nietrwały i zbyt mały w obliczu rosnącej ekonomii Ameryki Północnej. W odróżnieniu od pierwszego kanału, głównym celem tego był transport statków, a nie doprowadzenie wody. Prace trwały od 1842 do 1845.

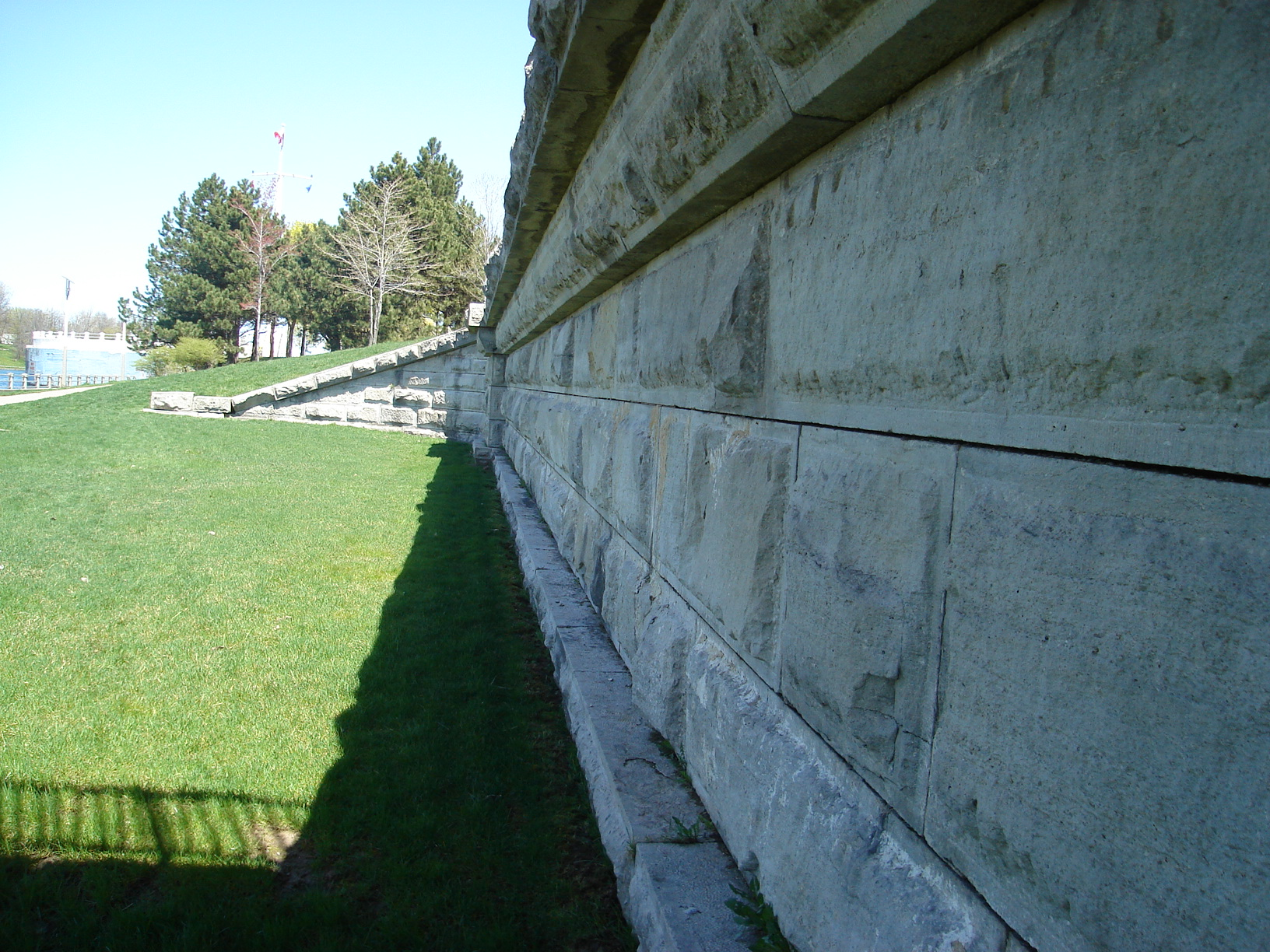
Zbliżenie akweduktu, dziś stojącego nad stałym gruntem

## Budowa
Kompania Kanału Wellandzkiego (ang. Welland Canal Company) została przejęta poprzez rząd Kanady wskutek problemów finansowych. Rząd, widząc znaczenie kanału dla rozwoju kraju, podjął decyzję o bardzo potrzebnym remoncie generalnym.
Trasa kanału nie zmieniła się znacząco powyżej skarpy Niagary. Obok pierwotnego, drewnianego akweduktu zbudowano nowy, z wapienia wydobytego z kamieniołomu w Queenston. Po ukończeniu nowego akweduktu, stary zamknięto, i środek rozebrano podczas gdy końce pozostały połączone z nowym kanałem i służyły jako magazyny.

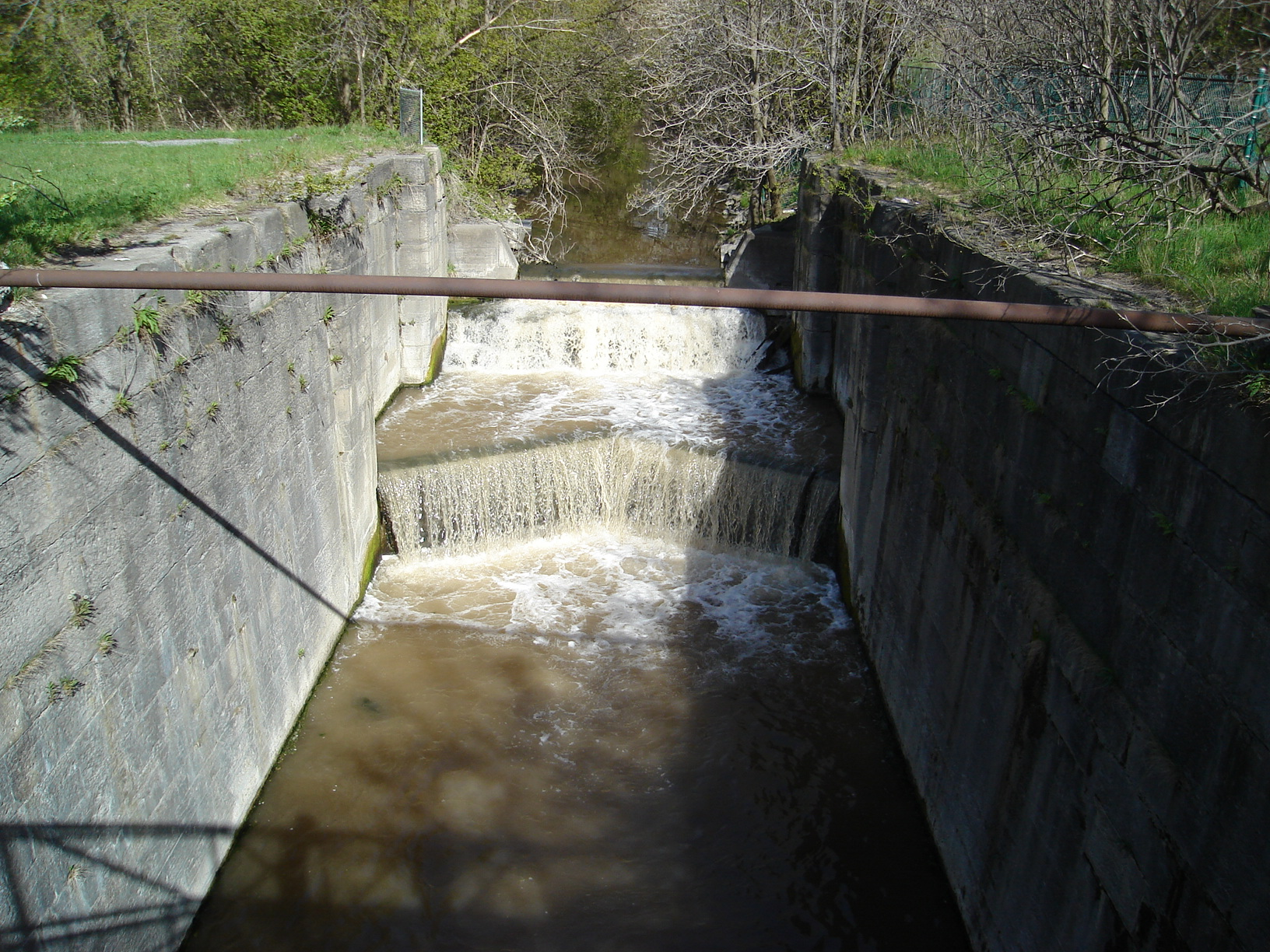
Jedna ze śluz kanału dziś. Wrota usunięto i rurę dodano w późniejszych czasach.

Aby pokonać skarpę, zbudowano nowe, kamienne śluzy w nieco innym miejscu niż poprzednio. Lokalnym potokiem, przepływającym przez centrum St. Catharines, dostano się do Dwunastomilowego Potoku i tak jak przedtem wejściem do kanału urządzono Port Dalhousie.

## Wykończenie
Podczas gdy pierwszy kanał miał 40 śluz, drugi kanał miał jedynie 27. Znacznie zmniejszyło to czas potrzebny na przebycie kanału. Zwiększyły się też rozmiary śluz, ograniczające największy rozmiar statków które mogły przez kanał przepłynąć. O ile w pierwszym kanale każda śluza miał 6,7 m szerokości i 33,5 m długości, to w drugim urosły one do 8,1 m szerokości i 45,7 m długości. Minimalna głębokość kanału również urosła, z 2,4 m do 2,7 m.
W latach 80 rozpoczęto budowę jeszcze większego trzeciego kanału, którą ukończono w 1887 r. Należy zauważyć, że o ile pierwszy kanał stał 16 lat, o tyle drugi kanał, zbudowany z kamienia, wytrzymał lat aż 40, a głównym powodem wymiany była potrzeba obsługi wciąż większych statków. Podczas epoki trzeciego kanału, używano zarówno starego, jak i nowo wybudowanego akweduktu, zależnie od rozmiaru statku.
Kamienne struktury kanału zachowały się z czasem znacznie lepiej, niż drewniane konstrukcje pierwszego kanału. Śluzy wspinające się wzdłuż skarpy Niagary można dziś zobaczyć w północnym Thorold, wzdłuż ulicy Bradley.
Akwedukt również stoi nadal; o ile akwedukt trzeciego kanału został rozebrany przy budowie czwartego, ten pozostał. Został osypany naokoło ziemią, tak że nie widać już łuków, na których się opiera, ale ściany koryta kanału pozostały widoczne. W 1946 r. wewnątrz akweduktu, tam gdzie kiedyś przepływały statki, urządzono basen pływacki na świeżym powietrzu. Zamknięto go w 1984 r. Obecnie większość głębokości akweduktu została zasypana ziemią, a na wierzchu stworzono mały ogród ze ścieżkami.